# Birds + Bee Stings
Albums de The Operation M.D.
We Have An Emergency
(2007)
Birds + Bee Stings est le second album studio du groupe The Operation M.D.. Il est sorti en téléchargement en juin 2010 sur Mouth to Mouth Music, le propre label du groupe, puis en novembre 2010 sur CD uniquement au Canada avec une pochette différente de la première version.

## Liste des pistes
| Birds + Bee Stings | Birds + Bee Stings | Birds + Bee Stings | Birds + Bee Stings | Birds + Bee Stings | Birds + Bee Stings | Birds + Bee Stings | Birds + Bee Stings | Birds + Bee Stings | Birds + Bee Stings |
| No                 | Titre              | Auteur             | Durée              |                    |                    |                    |                    |                    |                    |
| ------------------ | ------------------ | ------------------ | ------------------ | ------------------ | ------------------ | ------------------ | ------------------ | ------------------ | ------------------ |
| 1.                 | Dead Doctors       | The Operation M.D. | 0:55               |                    |                    |                    |                    |                    |                    |
| 2.                 | Imaginary Friend   | The Operation M.D. | 2:48               |                    |                    |                    |                    |                    |                    |
| 3.                 | Buried at Sea      | The Operation M.D. | 3:21               |                    |                    |                    |                    |                    |                    |
| 4.                 | Birds + Bee Stings | The Operation M.D. | 3:14               |                    |                    |                    |                    |                    |                    |
| 5.                 | Calling All        | The Operation M.D. | 2:45               |                    |                    |                    |                    |                    |                    |
| 6.                 | Sick + Twisted     | The Operation M.D. | 3:37               |                    |                    |                    |                    |                    |                    |
| 7.                 | Flashing Lights    | The Operation M.D. | 3:04               |                    |                    |                    |                    |                    |                    |
| 8.                 | I've Been Drinking | The Operation M.D. | 2:58               |                    |                    |                    |                    |                    |                    |
| 9.                 | Fault Line         | The Operation M.D. | 3:08               |                    |                    |                    |                    |                    |                    |
| 10.                | My Own Catastrophe | The Operation M.D. | 3:08               |                    |                    |                    |                    |                    |                    |
| 11.                | Lock Box           | The Operation M.D. | 3:20               |                    |                    |                    |                    |                    |                    |
| 32:24              |                    |                    |                    |                    |                    |                    |                    |                    |                    |

## Collaborateurs
The Operation M.D.
- Todd Morse (alias Dr. Rocco) - guitares, chant et chœurs
- Jason McCaslin (alias Dr. Dynamite) - basse, guitares, percussions, claviers, chant et chœurs

Musiciens additionnels
- Steve Jocz (alias Dr. De Niero) - batterie et percussions
- Deryck Whibley (alias Dr. Jack) - claviers et piano sur Sick + Twisted
- Ian D'Sa (alias Dr. Sauce) - guitare solo, guitare additionnelle et chœurs sur Buried at Sea